# ND Soft Stadium
Das ND Soft Stadium (jap. スタジアム山形'), ehemals Yamagata Park Stadium,  ist ein 1991 eröffnetes Fußballstadion mit Leichtathletikanlage in der japanischen Stadt Tendō, Präfektur Yamagata. Es ist die Heimspielstätte des Fußballvereins Montedio Yamagata, der momentan in der J2 League, der zweithöchsten Liga des Landes, spielt. Das Stadion hat ein Fassungsvermögen von 20.315 Personen.
Am 2. Juni 1991 wurde das Yamagata Park Stadium im Rahmen des Kirin Cup mit dem Spiel Japan gegen Thailand eröffnet. Japan gewann das Spiel mit 1:0. 2007 erwarb ND Software die Namensrechte an dem Stadion und nannte es in ND Soft Stadium um.